# Rihoko Yoshida
Rihoko Yoshida (jap. 吉田 理保子 Yoshida Rihoko; ur. 24 stycznia 1949 w Tokio) – japońska seiyū. W styczniu 1997 roku wycofała się z ról głosowych i objęła stanowisko dyrektora firmy 81 Produce. W 2006 roku odeszła do pracy w Office Nozawa, w której pracowała jako dyrektor, aż do jej zamknięcia w kwietniu 2012. Została przeniesiona do Media Force, którą zarządza od maja 2012 roku.

## Role głosowe w anime
- Tryton z morza, Meduza, 1972 rok
- Wojna planet: Maya, 1972 rok
- Cutey Honey: Natsuko, 1973 rok
- Doraemon: Jamako, 1973 rok
- Bia – czarodziejskie wyzwanie: Megu Kanzaki, 1974 rok
- Heidi: Klara Sesemann, 1974 rok
- Pszczółka Maja, 1974 rok
- Sinbad, 1975 rok
- Fantastyczny świat Paula: Duch tęczy, 1976 rok
- Baseballista: Kyoko, 1977 rok
- Yattaman: Tytania, Ran, 1977 rok
- Magiczne igraszki: Tickle, 1978 rok
- Przygody Charlotte Holmes: Laura, 1978 rok
- Ania z Zielonego Wzgórza: Flora Jane, 1979 rok
- Róża Wersalu: Rosalie Lamorlière, 1979 rok
- Cudowna podróż: młodsza siostra Danfina, 1980 rok
- Lucy May: Kate, narrator, 1982 rok
- Tajemnicze Złote Miasta: Marinche, 1982 rok
- Anette: Marie, 1983 rok
- Różowy smok Serendipity: Minta, 1983 rok
- Nausicaä z Doliny Wiatru (film): Girl C, Teto, 1984 rok
- Guziczek: Pani Branzoletka, 1985 rok
- Bosco: Damia, 1986 rok
- Czarnoksiężnik z krainy oz: Billina, 1986 rok
- Pollyanna: Della, 1986 rok
- Mały lord: Sara, 1988 rok
- Kimba, biały lew: Marta, 1989 rok
- Tajemniczy opiekun: matka Julii, 1990 rok
- Oniisama e: Hisako Shinobu (matka Mariko), 1991 rok
- Maluda: Shino, 1995 rok
- Sailor Moon SuperS: The Movie: Badiyanu, 1995 rok
- Wedding Peach: Jura, 1995 rok
- Detektyw Conan: Eiko (odc. 19), 1996 rok
- Zapiski detektywa Kindaichi (film animowany): Saeki, 1996 rok
- Zapiski detektywa Kindaichi (serial anime): Taegawa, 1997 rok

## Dubbing filmów i seriali animowanych
- Motomyszy z Marsa (Charly)
- Gumisie (Bunia)
- Kapitan Planeta i planetarianie (Gaja)
- Akademia policyjna (Debbie Callahan)
- Łebski Harry (Mercy oraz babcia Iggy’ego)
- Bernard i Bianka (Madame Meduza)
- Simpsonowie (matka Homera Simpsona)
- Troll w Nowym Jorku (Rosie)
- X-Men (Storm)
- Star Trek: Seria animowana (pielęgniarka Chapel)

## Dubbing filmowy
- Diablica: Ruth Patchett
- Śmierć i dziewczyna: Paulina Escobar
- Matylda: Agatha Trunchbull